# Tavernola Bergamasca
Tavernola Bergamasca (lombardul: Taèrnola) település Olaszországban, Lombardia régióban, Bergamo megyében. Lakosainak száma 1929 fő (2023. január 1.). Tavernola Bergamasca Predore, Iseo, Monte Isola, Vigolo és Parzanica községekkel határos.

## Népesség
A település lakossága az elmúlt években az alábbi módon változott:
| Lakosok száma | 2079 | 2042 | 1929 |
|               | 2017 | 2018 | 2023 |